# Дженкинсон, Денис
Денис Сарджент Дженкинсон (англ. Denis Sargent Jenkinson; 11 декабря 1920, Лондон — 29 ноября 1996) — британский писатель, журналист, авто- и мотогонщик, чемпион мира по шоссейно-кольцевым гонкам в классе мотоциклов с колясками 1949 года в качестве пассажира, победитель гонки Mille Miglia 1955 года в качестве штурмана.

## Начало карьеры
Энтузиастом автоспорта Дженкинсон стал в середине 1930-х. Он сам пишет о себе: «В 1936 году я впервые увидел «во плоти» или, лучше сказать, «в металле» гоночный автомобиль ERA на выставке для школьников. Позже в том же году, во время пребывания в Брайтоне, я обнаружил Льюис, где проводились гонки, находится совсем близко, поэтому я отправился туда. Именно там я впервые увидел гоночные автомобили в действии. Какой кайф!».
Дженкинсон изучал инженерное дело в Вестминстерском университете, когда разразилась Вторая мировая война. Отказавшись от военной службы по соображениям совести, он служил на гражданской должности на Королевском авиационном заводе в Фарнборо. Там он познакомился с Биллом Бодди, редактором журнала Motor Sport, и рядом других энтузиастов автогонок. Интересно, что в 1943 году Motor Sport писал о нём: «Денис Дженкинсон построил мотоцикл из деталей Norton с коническими вилками, причем большая часть работы выполнялась при свете фонарика в небольшом сарае».

## Карьера в мотогонках

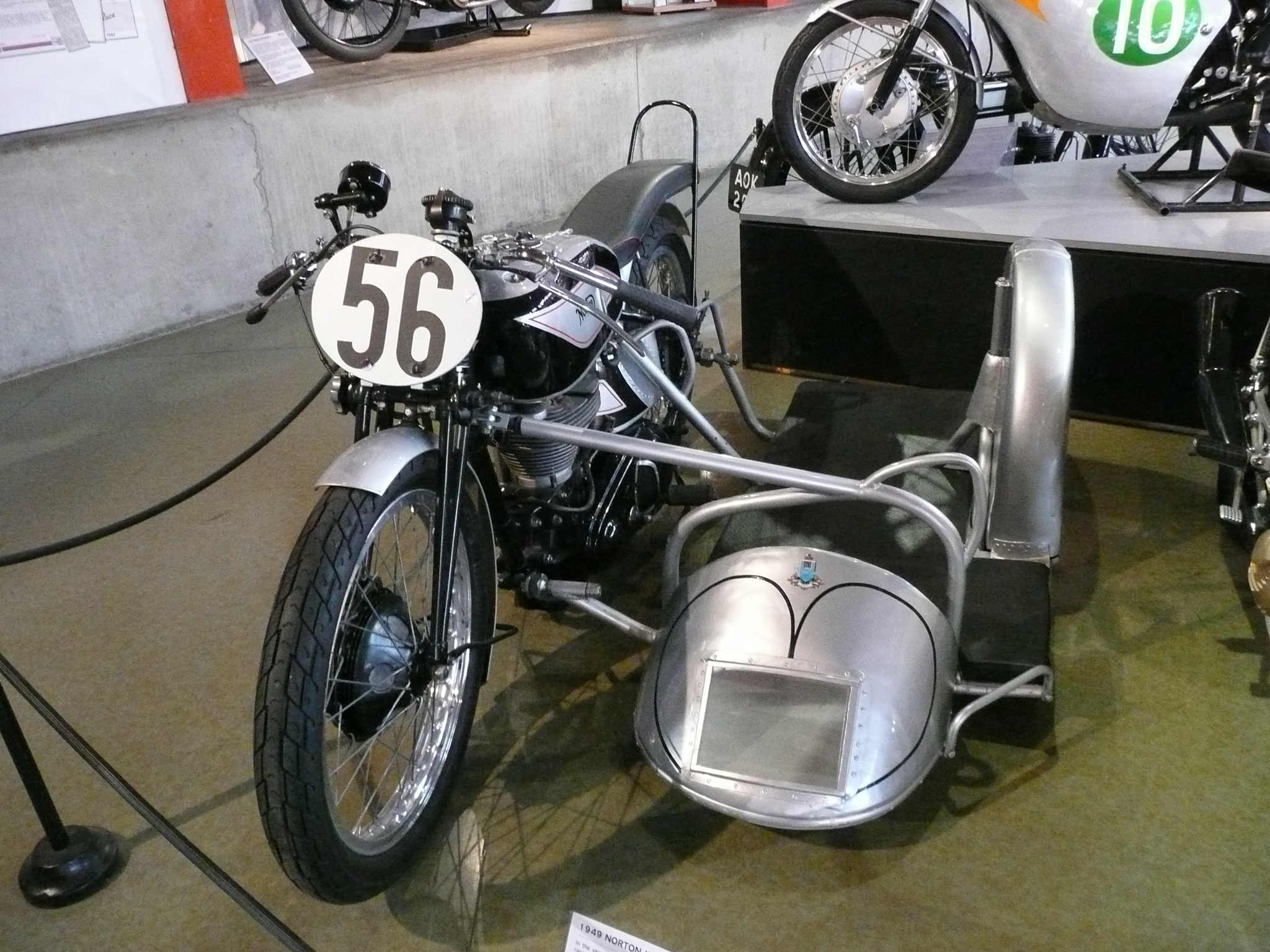
Мотоцикл Norton, на котором Оливер и Дженкинсон выиграли чемпионат мира 1949 года

После войны Дженкинсон начал выступать в гонках на двух и четырех колесах, но ему не хватало средств для регулярного участия. Таким образом он пришёл к компромиссу. Выступая в качестке пассажира в гонках на мотоциклах с колясками, Дженкинсон с одной стороны получал удовольствие от европейских соревнований высшего уровня, получая за это деньги, а с другой зарабатывал на жизнь написанием статей об этом.
В первом Чемпионате мира по шоссейно-кольцевым мотогонкам 1949 года он выступал в качестве пассажира Эрика Оливера, с которым он случайно познакомился незадолго до этого на банкете в Брюсселе, где их посадили рядом. Оливер и Дженкинсон провели блестящий сезон, победили в двух гонках и выиграли Чемпионат мира. Впоследствии Дженкинсон провёл ещё три сезона с пилотом Марселем Масю, но в гонках больше не поднимался выше четвёртого места. Тем не менее, выступление за заводскую команду BMW привело к тому, что компания подарила ему для личного пользования BMW R67 с коляской. На этом мотоцикле он ездил по различным гонкам и писал о них.

## Карьера в журналистике

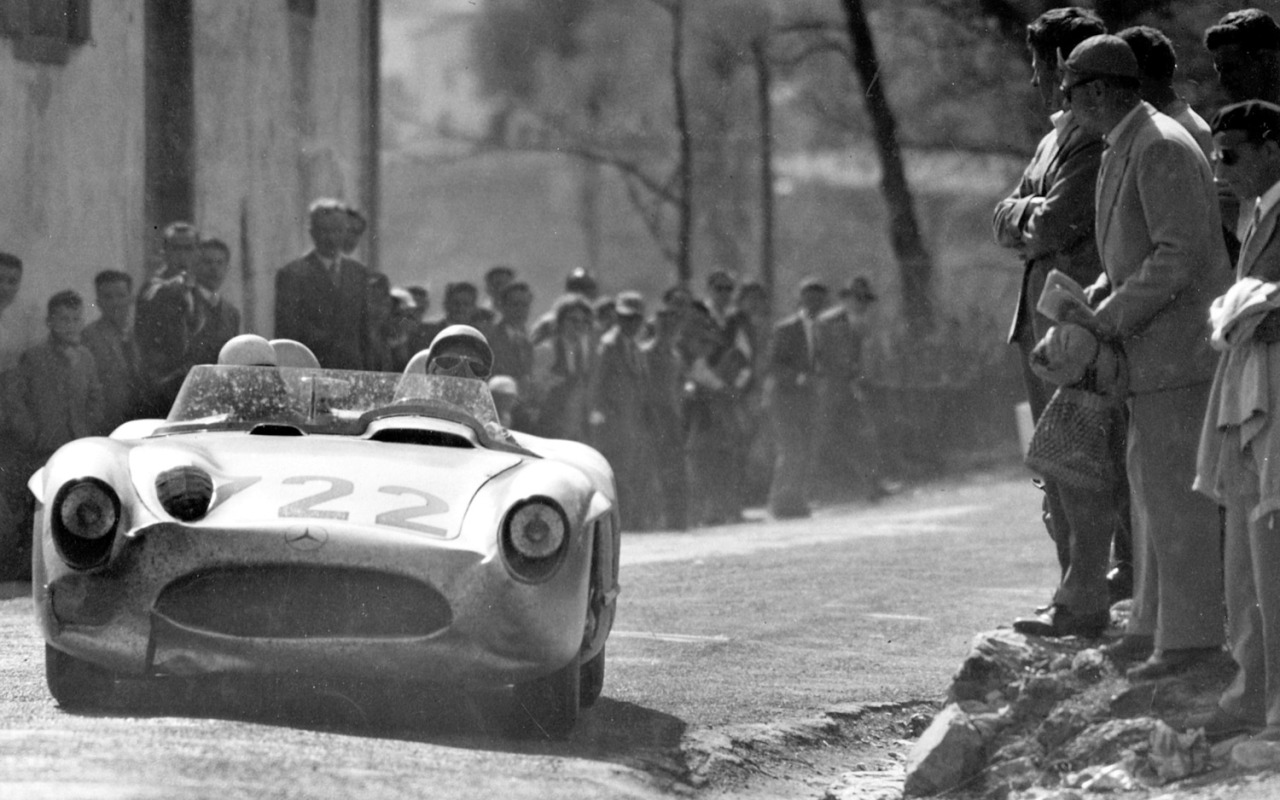
Мосс и Дженкинсон на Mille Miglia 1955 года

В 1953 году Дженкинсон завершил спортивную карьеру, чтобы сосредоточиться на журналистике. Он ездил практически по всем европейским гонкам и очень много писал. В жизни он при этом был весьма неприхотлив: он поселился в Хэмпшире в крошечном ветхом домишке, где не было ни электричества, ни воды, а его комната представляла собой склад архивов и запасных частей от автомобилей и мотоциклов. С течением времени Дженкинсон стал одним из самых весомых английских гоночных журналистов; в том числе он был одним из первых, кто активно освещал «Формулу-1».

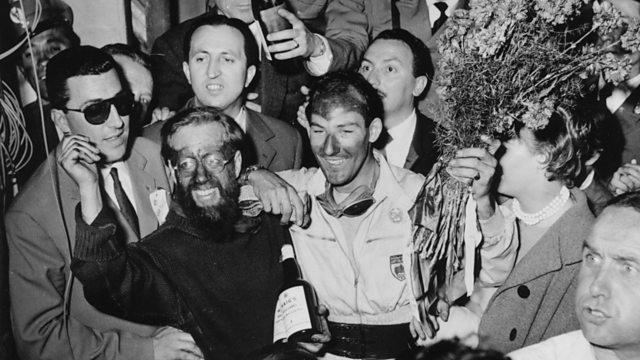
Мосс и Дженкинсон после победы на Mille Miglia 1955 года

Иногда Дженкинсон выступал в любительских гонках на своём Porsche; также у него была коллекция автомобилей разной степени ветхости. В 1955 году он выступил в качестве штурмана Стирлинга Мосса на легендарной гонке Mille Miglia 1955 года; впоследствии он написал об этом опыте множество статей и книгу. Считается, что бортовой дневник, который Дженкинсон вёл и зачитывал Моссу стал прообразом современных штурманских карт, используемых в профессиональных ралли. Мосс и Дженкинсон на Mercedes-Benz 300 SLR выиграли гонку, опередив пришедшего вторым (без штурмана) Хуана-Мануэля Фанхио. Фактически Дженкинсон стал одним из первых гонщиков, совмещавших соревнования с журналистской работой (сегодня это достаточно распространённое явление — так делают, например, Дженсон Баттон, Мартин Брандл и другие.
Помимо журналистской работы, Дженкинсон написал ряд книг — о Porsche, Frazer Nash, Jaguar E-Type, Хуане-Мануэле Фанхио и так далее. В разное время он выпускал ежегодник, посвящённый спортивным автомобилям, популяризировал дрэг-рейсинг, публиковал колонки и статьи во всевозможных авто- и мотоспортивных изданиях. Эпизодически он продолжал принимать участие в любительских и клубных соревнованиях как на двух, так и на четырёх колёсах. Также он сотрудничал с музеем Бруклендским музеем в вопросах исследования военной и автомобильной истории.
В 1996 году Дженкинсон перенёс последовательную серию инсультов и вынужден был переехать из своего дома в специальное заведение, где ему могли обеспечить должный уход. Он скончался 29 ноября 1996 года.

## Результаты выступлений в Чемпионате мира по шоссейно-кольцевым гонкам на мотоциклах с колясками (пассажир)
| Легенда к таблице |                                                 |
| --- | ----------------------------------------------- |
| В таблице перечислены результаты всех этапов чемпионата мира, в которых принимал участие гонщик либо пассажир. Строками таблицы являются сезоны, столбцами все гонки этапов чемпионата мира, напарник и мотоцикл. В клетках указаны сокращённое название этапа и результат, клетка дополнительно обозначена цветом. Расшифровка обозначений и цветов представлена в нижеследующей таблице. |                                                 |
| \| Пример \| Описание \| \| ------------ \| ----------------------------------------------- \| \| 1 \| Победитель \| \| 2 \| Второе место \| \| 3 \| Третье место \| \| \| Финишировал в очковой зоне \| \| \| Финишировал вне очковой зоны \| \| НКЛ \| Не классифицирован \| \| Сход \| Не финишировал \| \| НКВ \| Не прошёл квалификацию \| \| НПКВ \| Не прошёл предварительную квалификацию \| \| ДСК \| Дисквалифицирован \| \| ИСК \| Исключён из протокола соревнований \| \| НС \| Не стартовал в гонке \| \| Т \| Травмирован или болен \| \| ОТК \| Отказ от участия \| \| НТР \| Прибыл на соревнования, но на трассу не выезжал \| \| НПР \| Не прибыл к началу соревнований \| \| НД \| Недопущен до старта \| \| О \| Гонка отменена \| \| \| Не участвовал \| \| Поул-позиция \| \| \| Быстрый круг \| \| |                                                 |
| Пример | Описание                                        |
| 1 | Победитель                                      |
| 2 | Второе место                                    |
| 3 | Третье место                                    |
| | Финишировал в очковой зоне                      |
| | Финишировал вне очковой зоны                    |
| НКЛ | Не классифицирован                              |
| Сход | Не финишировал                                  |
| НКВ | Не прошёл квалификацию                          |
| НПКВ | Не прошёл предварительную квалификацию          |
| ДСК | Дисквалифицирован                               |
| ИСК | Исключён из протокола соревнований              |
| НС | Не стартовал в гонке                            |
| Т | Травмирован или болен                           |
| ОТК | Отказ от участия                                |
| НТР | Прибыл на соревнования, но на трассу не выезжал |
| НПР | Не прибыл к началу соревнований                 |
| НД | Недопущен до старта                             |
| О | Гонка отменена                                  |
| | Не участвовал                                   |
| Поул-позиция |                                                 |
| Быстрый круг |                                                 |

| Год  | Пилот        | Мотоцикл | 1        | 2     | 3        | 4        | 5        | Место | Очки |
| ---- | ------------ | -------- | -------- | ----- | -------- | -------- | -------- | ----- | ---- |
| 1949 | Эрик Оливер  | Norton   | SUI 1    | BEL 1 | NAT 5    |          |          | 1     | 28   |
| 1950 | Марсель Масю | BMW      | BEL Сход | SUI 6 | ITA      |          |          | 11    | 1    |
| 1951 | Марсель Масю | Norton   | ESP 6    | SUI 4 | BEL Сход | FRA Сход | ITA 7    | 9     | 4    |
| 1952 | Марсель Масю | Norton   | SUI 5    | BEL 5 | GER 4    | ITA 5    | ESP Сход | 6     | 9    |

## Результаты выступлений на гонке Mille Miglia (штурман)
| Год  | №   | Класс | Автомобиль            | Команда         | Пилот         | Позиция |
| ---- | --- | ----- | --------------------- | --------------- | ------------- | ------- |
| 1955 | 722 | S+2.0 | Mercedes-Benz 300 SLR | Daimler Benz AG | Стирлинг Мосс | 1       |